# Schloss Westhausen (Ostalbkreis)

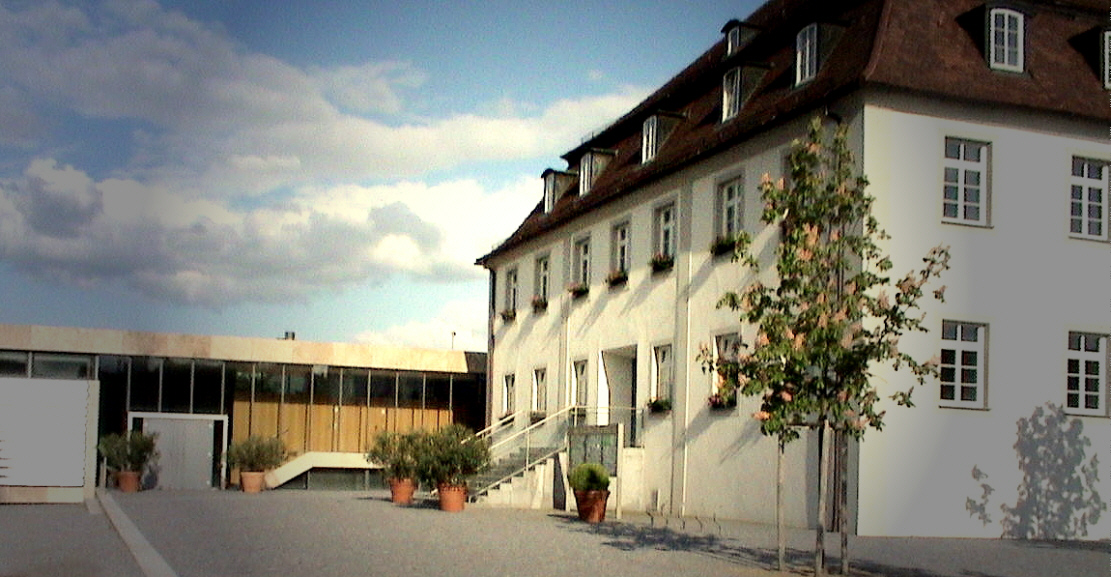
Rathaus Westhausen

Schloss Westhausen ist eine ehemaliges Amtshaus der Fürstpropstei Ellwangen in der Gemeinde Westhausen im baden-württembergischen Ostalbkreis. Das barocke Gebäude (Jahnstraße 2) mit Mansardwalmdach wurde im 1760 auf den Grundmauern einer mittelalterlichen Wasserburg errichtet, nachdem die Burg 1759 abgebrannt war. Es dient seit 1960 als Rathaus der Gemeinde. Reste der Wassergräben waren um 1886 noch sichtbar.

## Geschichte
Auf der Wasserburg wohnten einst die Herren von Westhausen, die Ministeriale des Klosters Ellwangen waren. Aus Urkunden sind Siegfried und ein Sigiboto von Westhausen bekannt, die um 1150 als Zeugen des Abts Adalbert von Ellwangen genannt werden. Am Ende des 14. Jahrhunderts oder zu Beginn des 15. Jahrhunderts scheint die Familie im Mannesstamm erloschen zu sein. Siegfried (Sytz) von Westhausen wird 1394 letztmals genannt. Wahrscheinlich war Agnes von Westhausen die letzte Angehörige der Familie. Sie soll sehr fromm gewesen sein und ihr Vermögen für die Ausstattung der Pfarrei gespendet haben. Auch soll sie Gewässer, Wälder, Weiden aus dem Besitz der Familie dem Kloster überschrieben haben. 1401 erhielt Kun Adelmann von Adelmannsfelden von Abt Siegfried den Burgstall für kurze Zeit zu Lehen. Seit 1545 teilten sich in Westhausen die Fürstpropstei Ellwangen, der Deutsche Orden (Kommende Kapfenburg) und die Freiherren von Woellwarth die Herrschaft. Am 28. November 1759 wurde die Wasserburg durch einen Großbrand zerstört. 1760 ließ Ellwangen die Ruine abbrechen und ein repräsentatives, zweistöckiges Amtshaus errichten. 1802 erhielt Württemberg als Entschädigung für den Verlust der Grafschaft Mömpelgard in Burgund die Fürstpropstei Ellwangen zugesprochen. Bis 1806 diente das Amtshaus noch als Verwaltungsgebäude und wurde dann zu einer Gaststätte (Wirtschaft Zum Kreuz) umfunktioniert. 1886 war der viereckige Wassergraben zum Teil noch erkennbar; später wurde er zugeschüttet. 1960 erwarb die Gemeinde das Gebäude und richtete darin das Rathaus ein.

Wappen der Fürstpropstei Ellwangen